# Johannes Keders
Johannes Keders (* 26. September 1954 in Kleve) ist ein deutscher Jurist. Er war von 2009 bis 2020 Präsident des Oberlandesgerichtes Hamm.

## Leben
Keders studierte Rechtswissenschaft in Bonn und leistete sein Referendariat im Bezirk des Oberlandesgerichtes Köln ab. Nach der zweiten Staatsprüfung war er Mitarbeiter im Dekanat der Rechtswissenschaftlichen Fakultät der Universität zu Köln. Im Dezember 1983 wechselte er in den Staatsdienst und wurde als Richter beim Landgericht Düsseldorf und den Amtsgerichten Neuss und Wuppertal tätig. Anschließend ging er für zwei Jahre in das Justizministerium des Landes Nordrhein-Westfalen.
Im Juni 1993 wurde Keders zum Richter am Oberlandesgericht Düsseldorf ernannt und war zunächst für Streitigkeiten aus dem Werkvertrags- und Anfechtungsrecht zuständig, bevor man ihm die Leitung des Verwaltungsdezernats für Haushalt, Liegenschaften und Beschaffungen übertrug. Im Februar 2002 erfolgte die Ernennung zum Vizepräsidenten des Landgerichtes Kleve, im November 2005 die zum Präsidenten des Landgerichtes Aachen.
Mitte 2006 wurde Keders zum Leiter der Abteilung Z (Personal und Recht) des Justizministeriums bestellt und im Zuge dessen zum Ministerialdirigenten ernannt. Am 3. April 2009 wurde er von Justizministerin Roswitha Müller-Piepenkötter zum Präsidenten des Oberlandesgerichtes Hamm ernannt. Er war damit Nachfolger von Gero Debusmann. Er trat am 31. August 2020 in den Ruhestand ein.
Johannes Keders ist mit einer Lehrerin verheiratet und hat einen Sohn.